# Alf Westerberg
Alf Ingemar Westerberg (15 novembre 1960) è un allenatore di calcio ed ex calciatore svedese.

## Carriera

### Allenatore
Nel 1990 ha affrontato il suo primo campionato di seconda serie in qualità di vice allenatore del Kalmar. Nei successivi due anni ha rivestito il ruolo di capo allenatore, sempre in seconda serie.
Tra il 1993 e il 1995 gli è stata affidata la guida tecnica del Nybro IF, squadra di terza serie che ha sfiorato la promozione al termine del primo anno di Westerberg, ma che è poi retrocessa in quello successivo. Nel biennio 1996-1997 ha allenato il Färjestadens GoIF, squadra di cui era già stato già tecnico a livello giovanile qualche anno prima.
Nel 1999 ha allenato per la prima volta nel campionato di Allsvenskan, la massima serie svedese, sedendo sulla panchina del Trelleborgs FF e ottenendo un ottavo posto. Nel giugno del 2000 Westerberg è stato esonerato, mentre la squadra occupava le zone basse della classifica. Al suo posto è arrivato il danese Ole Mørk, il quale ha risollevato la squadra nel corso di quel campionato, ma che è finito per essere esonerato nel giugno 2001. Westerberg è stato così richiamato alla guida del Trelleborg, senza riuscire ad evitare la retrocessione. Confermato anche per la stagione 2002, Westerberg si è dimesso nel giugno 2002 sia dal ruolo di allenatore che di direttore sportivo.
Dal 2003 al 2007 è stato assistente allenatore del Malmö FF, lavorando con i capo allenatori Tom Prahl prima e Sören Åkeby poi.
Nel 2008 è tornato al Trelleborgs FF in qualità di assistente allenatore, tornando a collaborare con Tom Prahl. Durante questi suoi quattro anni da vice, la squadra ha disputato altrettanti campionati in Allsvenskan, fino alla retrocessione avvenuta nel 2011. Per la ripartenza dal campionato di Superettan, la dirigenza del Trelleborg ha deciso di iniziare la stagione 2012 con Westerberg come capo allenatore, ma a giugno lo stesso allenatore ha lasciato l'incarico per motivi di salute.
A partire dalla stagione 2013, Westerberg si è occupato del settore giovanile dell'IFK Göteborg. Nel 2015 è approdato nell'orbita della prima squadra, diventando assistente di Jörgen Lennartsson. Con l'esonero di quest'ultimo, avvenuto nel luglio del 2017 a causa dei risultati deludenti nel corso della stagione, Westerberg è stato promosso come guida tecnica della prima squadra. La squadra ha chiuso il campionato al 10º posto e Westerberg è tornato al ruolo di assistente fino al 10 ottobre 2018, quando è stato sollevato a poche giornate dalla fine di un'annata non meno deludente, con i biancoblu che si trovavano a 5 punti dal piazzamento play-out. Nel 2019 e nel 2020 ha avuto un ruolo organizzativo di coordinatore all'interno del club. Nel settembre del 2020, per poco più di una settimana, Westerberg è tornato ad interim nello staff tecnico dell'IFK Göteborg come assistente di Ferran Sibila nel breve periodo in cui lo spagnolo ha guidato la squadra per una partita, tra l'esonero di Poya Asbaghi e l'arrivo del nuovo tecnico Roland Nilsson.
Scaduto il suo contratto con l'IFK Göteborg, da cui non ha ottenuto il rinnovo, Westerberg dal 2021 è diventato assistente di Christian Järdler al Mjällby, altra squadra del campionato di Allsvenskan. I due sono stati esonerati il 3 agosto 2021, con i gialloneri che dopo 13 giornate occupavano la penultima posizione in classifica.